# 李薌蘅
李薌蘅（1900年—1966年8月10日），原名秀蘭。吉林省永吉縣人。民國37年（1948年）在吉林省選區當選第一屆立法委員。

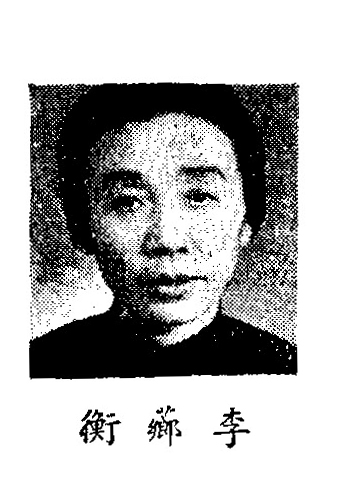
出席制憲國民大會代表時

## 生平[3]
- 國立北平女子師範大學畢業
- 吉林女子師範學校教員
- 吉林女子中學教務主任
- 哈爾濱第一女子中學校長
- 制憲國民大會代表
- 民國55年8月10日病故[4]